# Unwritten Law (álbum)
Unwritten Law es el tercer álbum de estudio del grupo de punk rock sandieguino Unwritten Law, lanzado en 1998 por Interscope Records. Fue su primer álbum del grupo en llegar a un puesto en las listas, alcanzando el puesto No. 16 en la lista Top Heatseekers de Billboard. Para este álbum se filmaron videos musicales para las canciones Teenage Suicide, California Sky, Holiday, Cailin y Lonesome. Cailin y Lonesome fueron lanzados como sencillos, el primero de estos convirtiéndose en la primera canción de Unwritten Law en llegar a las listas, alcanzando el puesto 28 en la lista de Modern Rock Tracks en Estados Unidos.
Micah Albao fue el bajista interino para este álbum, ya que el bajista original del grupo, John Bell, había dejado Unwritten Law el año anterior. Luego de las sesiones de grabación, Pat "PK" Kim de Sprung Monkey se unió a Unwritten Law como su nuevo bajista permanente. El álbum incluye participaciones como invitados de Brandon Boyd y Mike Einziger de Incubus en la pista oculta "418".

## Lista de canciones
1. "Harmonic" (Russo, Brewer) - 3:42
2. "Teenage Suicide" - 2:50
3. "Sorry" - 2:58
4. "California Sky" (Russo, Youman) -3:00
5. "Cailin" - 3:56
6. "Lonesome" - 3:24
7. "Coffin Text" - 2:59
8. "Holiday" - 2:56
9. "Underground" (Russo, Youman, Brewer) - 3:10
10. "Close Your Eyes" - 2:41
11. "Before I Go" (Russo, Youman, Morris) - 4:25
12. "Genocide" - 9:11

"418" (Russo, Brandon Boyd; pista oculta) - 9:11

## Créditos

### Grupo
- Scott Russo - voces
- Steve Morris - guitarra
- Rob Brewer - guitarra
- Wade Youman - batería, percusión

### Músicos adicionales
- Micah Albao - bajo
- Rick Parashar - piano, teclados, tambura, percusi{on
- Geoff Turner - DJ
- Erik Aho - guitarra adicional en "Cailin"
- Brandon Boyd - voces en "418"
- Mike Einziger - guitarra adicional en "418"
- Craig Yarnold - coros adicionales en "Holiday"

### Producción
- Rick Parashar – productor, ingeniero de sonido, mixing
- Andy Wallace – mixing de "Sorry"
- Jon Plum – productor asistente, ingeniero, y mixing
- Geoff Ott – segundo ingeniero
- Kelly Gray – mixing adicional de "Underground" y "418"
- Jon Mathias – ingeniero de "Holiday"
- George Marino – masterización

### Arte
- Lorna Turner – diseño gráfico
- Craig Tomkinson y Dave Morris – fotografía

### En otros medios
- "Cailin" fue parte de la banda sonora de la película de 1999 Idle Hands